# Croton soliman
Croton soliman är en törelväxtart som beskrevs av Adelbert von Chamisso och Diederich Franz Leonhard von Schlechtendal. Croton soliman ingår i släktet Croton och familjen törelväxter. Inga underarter finns listade i Catalogue of Life.